# 林曼婷
林 曼婷（リン・マンティン、LIN Man-ting、1990年7月10日 - ）は、台湾花蓮県出身の女子サッカー選手。チャイニーズタイペイ女子代表。ポジションはミッドフィールダー、ディフェンダー。チャイニーズ・タイペイの女子選手として初めてヨーロッパでプレーする選手。姉の林瓊鶯も女子サッカー選手である。

## 来歴
2006年、16歳のとき19歳以下のチャイニーズタイペイ代表に飛び級で選出されると、中国で開催されたAFC U-19女子選手権2007に出場した。2007年には北京オリンピックアジア予選を戦う年齢制限のないチャイニーズタイペイ代表に選出され、5試合にスタメンで出場した。以後は代表の常連となり、東アジアサッカー選手権2008や2008 AFC女子アジアカップ、AFC U-19女子選手権2009などに出場した。いずれの大会でも主にセンターバックのポジションを務めた。
2009年8月にはチャイニーズ・タイペイ代表として自国で行われた東アジアサッカー選手権2010準決勝大会に出場。ボランチのレギュラーとして攻撃をコントロールし、3試合出場で2得点を挙げて準優勝に貢献した。
2009年末、スペインで行われたレアル・バリャドリード・フェメニーノの入団トライアルに参加。アフリカやカナダからの参加者がいる中で1年間の契約を勝ち取った。これにより、2010年からスペイン女子トップリーグのスーペルリーガでプレーすることとなった。登録名はクレア。
2010年2月、東アジアサッカー選手権2010決勝大会を北朝鮮代表が辞退したために、繰り上げでチャイニーズ・タイペイ代表が出場。準決勝大会でセンターバックを務めた姉の林瓊鶯が負傷離脱していたこともあり、再びセンターバックとしてプレーした。守備の要として格上チームに対し奮戦したが、全敗で第4位となった。

## 個人成績
| 国内大会個人成績 | 国内大会個人成績 | 国内大会個人成績 | 国内大会個人成績               | 国内大会個人成績             | 国内大会個人成績          | 国内大会個人成績 | 国内大会個人成績 | 国内大会個人成績 | 国内大会個人成績 | 国内大会個人成績 | 国内大会個人成績 |
| 年度             | クラブ           | 背番号           | リーグ                         | リーグ戦                     | リーグ戦                  | リーグ杯         | リーグ杯         | オープン杯       | オープン杯       | 期間通算         | 期間通算         |
| 年度             | クラブ           | 背番号           | リーグ                         | 出場                         | 得点                      | 出場             | 得点             | 出場             | 得点             | 出場             | 得点             |
| スペイン         | スペイン         | スペイン         | スペイン                       | リーグ戦                     | リーグ戦                  | リーグ杯         | リーグ杯         | オープン杯       | オープン杯       | 期間通算         | 期間通算         |
| ---------------- | ---------------- | ---------------- | ------------------------------ | ---------------------------- | ------------------------- | ---------------- | ---------------- | ---------------- | ---------------- | ---------------- | ---------------- |
| 2009-10          | バリャドリード   | 9                | スーペルリーガ・エスパニョーラ | 8                            | 1                         |                  |                  |                  |                  |                  |                  |
| 通算             | スペイン         | スペイン         | スーペルリーガ・エスパニョーラ | 8                            | 1\|\|\|\|\|\|\|\|\|\|\|\| |                  |                  |                  |                  |                  |                  |
| 総通算           | 総通算           | 総通算           | 総通算                         | \|\|\|\|\|\|\|\|\|\|\|\|\|\| |                           |                  |                  |                  |                  |                  |                  |

## 代表歴
U-19チャイニーズタイペイ女子代表
- AFC U-19女子選手権2007 本大会進出（5試合出場）
- AFC U-19女子選手権2009 本大会進出（7試合出場）

チャイニーズタイペイ女子代表
- 北京オリンピックアジア予選 最終予選進出（5試合出場）
- 東アジアサッカー選手権2008 予選敗退（2試合に途中出場）
- 2008 AFC女子アジアカップ 2次予選敗退（2試合1得点）
- 東アジアサッカー選手権2010 第4位（6試合2得点）